# شاودالان
کوه شاودالان یا شودالان از قلل هرمی شکل کوهستان پراو به ارتفاع ۳۲۰۰ متر می‌باشدکه در ضلع شرقی قله پراو دارد.در دامنه این کوه چشمه‌های آب زیادی است مانند چشمه گردل، پونه، کانی کره، چشمه سیروله، کانی خور خور، هفت چشمه و… که بعضی از آنها فصلی هستند چندین راه برای رسیدن به این قله وجود دارد: دره تاف، دره ریواس، دره سیروله، دره دوزه ری، راه سراب برناج وهفت چشمه و… در گردنه شنل در دامنه این کوه جان‌پناهی بنام جان‌پناه شنل قرار دارد.مختصات جغرافیایی این قله ۳۴°25'12"N ۴۷°17'16"E می‌باشدغار جوجار که عمیق‌ترین غار ایران و آسیاست در ضلع شمالی قلهٔ شاودالان قرار گرفته‌است.